# Assé-le-Riboul
Assé-le-Riboul è un comune francese di 491 abitanti situato nel dipartimento della Sarthe nella regione dei Paesi della Loira.

## Società

### Evoluzione demografica
Abitanti censiti